# Glyptothorax kashmirensis
Glyptothorax kashmirensis är en fiskart som beskrevs av Hora 1923. Glyptothorax kashmirensis ingår i släktet Glyptothorax och familjen Sisoridae. IUCN kategoriserar arten globalt som akut hotad. Inga underarter finns listade i Catalogue of Life.